# Glockenhut

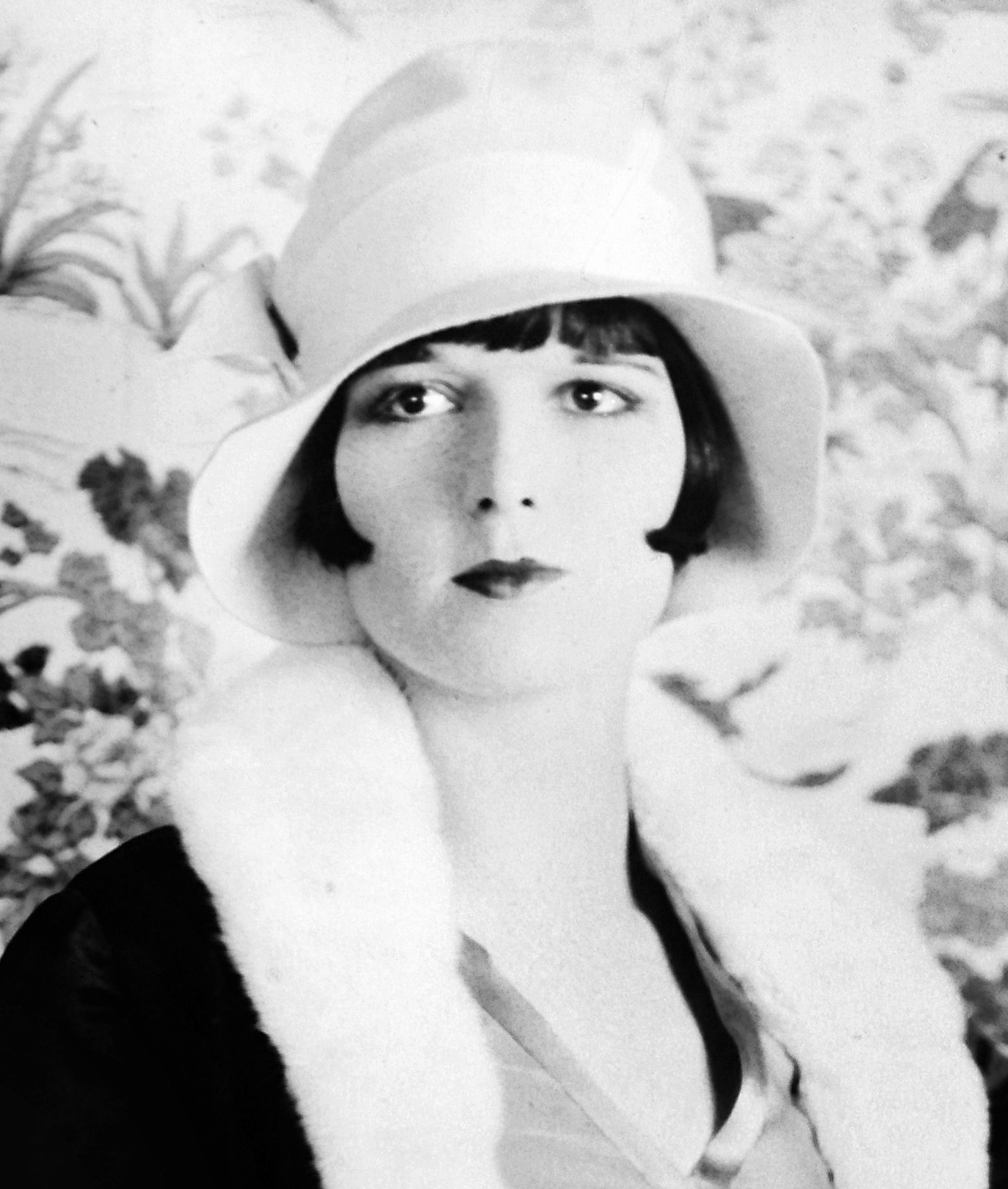
Louise Brooks mit Cloche und Bobcut

Der Glockenhut (oder frz. Cloche „Glocke“) ist ein glockenförmiger Damenhut mit schmalem, heruntergebogenem Rand, im Gegensatz zum randlosen Topfhut. 

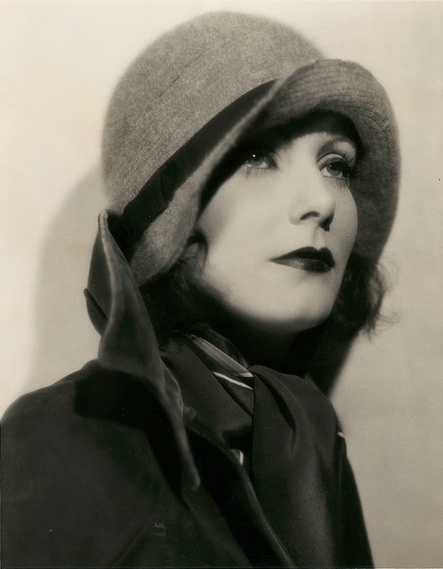
Greta Garbo trägt 1920 eine Cloche mit vorn hochgeklappter Krempe

Er kam in den 1920er Jahren in Mode und passte zu den glatten Frisuren der Zeit, insbesondere zu dem damals modischen Bobschnitt. Zur Betonung der Augen wurde er tief in die Stirn gezogen getragen, was die Sicht behinderte und durch entsprechende nach hinten gelegte Kopfhaltung kompensiert werden musste. Alternativ war der vordere Rand hochgebogen.
Der Glockenhut kam erneut in Mode während der 1960er-Jahre und in Form eines modischen Strickhuts in den 1970ern.